# Демидов, Михаил Дмитриевич
Михаил Дмитриевич Демидов (1904, Туапсе — 14 февраля 1942, отдельный лагерный пункт Золотистый, ныне Среднеканский район Магаданской области) — директор Одесского института инженеров водного транспорта в 1932—1936 гг.
По специальности штурман дальнего плавания.
За успешное руководство институтом был награждён легковым автомобилем «Форд».
В 1936 году Белякевич, Николаев, Мосорин, Эргардт и Мартыновкий обвинили директора Одесского института инженеров водного транспорта Демидова М. Д. в государственных преступлениях — вредительстве и контрреволюционной агитации.
Арестован 23 декабря 1936 года. Осуждён Водно-транспортным судом Черноморского бассейна на 20 лет лагерей. Наказание отбывал в Верхнем Сеймчане, затем на прииске Лазо. Умер от истощения в ОПЛ «Золотистый».
Его жена М. Шарапова вела поиски мужа до 1956 года, когда истекал срок его наказания.